# Диди-Келети
Диди-Келети (груз. დიდი ყელეთი) — село в Грузии. Находится в Хашурском муниципалитете края Шида-Картли. Высота над уровнем моря составляет 890 метров. Население — 22 человека (2014).